# گورستان وائن
قبرستان وائن مربوط به دوره ساسانیان - صدر اسلام است و در شهرستان جاسک، بخش بشاگرد، دهستان گوهران، ۱/۵ کیلومتری شرق روستای وائن، پایین دست دره هیزنا واقع شده و این اثر در تاریخ ۲۳ بهمن ۱۳۸۵ با شمارهٔ ثبت ۱۷۳۶۷ به‌عنوان یکی از آثار ملی ایران به ثبت رسیده است.